# Petre S. Aurelian
Petre S. Aurelian (Slatina, 13 de dezembro de 1833 — Bucareste, 24 de janeiro de 1909) foi um político romeno que ocupou o cargo de primeiro-ministro de seu país entre 2 de dezembro de 1896 e 12 de abril de 1897.